# 総曲輪フェリオ
総曲輪フェリオ（そうがわフェリオ、英: SOGAWA FERIO）は、富山県富山市総曲輪にある複合商業施設である。総曲輪シテイ株式会社が運営。
店舗名『フェリオ』は、「幸福な」を意味するイタリア語の「Felicita」と、大河を指すスペイン語の「Rio」を組み合わせた造語で、中心市街地の憩いの場にしたいという思いが込められている

## 概要
1992年に地元商店主らが中心となり再開発準備組合が設立され、1994年に再開発計画が大筋で纏められる（この時点では、4階建ての共同店舗（延床面積約18,000m2）やホテルなどが入居するコミュニケーションセンター（同約15,000m2）を建設する構想であった）。
2000年1月21日、大和が富山市総曲輪再開発地区に富山大和を移転新築することを表明した。
2004年に総曲輪通り南地区市街地再開発組合に移行し、後に着工。2007年（平成19年）9月21日に総曲輪南地区の再開発ビルとして、地上7階・地下1階で富山県富山市総曲輪3-8-6にオープンした。大和富山店（富山大和）をキーテナントに、様々な専門店で構成されている。そのうち、富山大和は1階 - 3階の大部分と地下1階と4階 - 6階に入居しており、7階は全フロアが紀伊國屋書店で構成される。営業時間は、大和および大部分の店舗が10:00 - 19:00（一部店舗を除く）、紀伊國屋書店が10:00 - 20:00、レストラン街が10:00 - 22:00（ラストオーダーは21:00まで）。定休日は水曜日（不定休）である。また当施設には全天候型野外広場の「グランドプラザ」が隣接し、賑わい創出に一役買っている。
総曲輪通り南地区第1種市街地再開発事業
- 総事業費123.5億円（補助金36.5保留床処分金87=大和 総曲輪シティ）[4]。
- 駐車場は総曲輪フェリオのビル自体にはないが、連絡通路で直結しているグランドパーキングなど周辺19駐車場と提携で確保している。
- グランドパーキング（富山県富山市総曲輪3丁目6-3）：地上8階9層630台。

「総曲輪フェリオ」とグランドプラザの開業を記念して富山市内の路面電車やコミュニティーバスは24日まで無料化されるなど中心市街地活性化のために集客策が採られ、初日（21日）が8万人、2日目（22日）が7万人、3日目（23日）が10万人、4日目（24日）が8万人と開業から4日間で33万人を集めた。
金沢への流出を食い止めることを目標に北陸最大規模の化粧品売場や、47に上る北陸初登場（富山県初が他に77）のブランドを武器に勝負を掛けたが、開業4日目（24日）午後2時の立体駐車場で90%以上が富山の地元客、金沢から富山に向かう高速バスの乗客数は普段通りと流出を食い止めるほどではなかったものの、大和富山店の開業初年度の売上高が旧店からの移転直前と比較して二割増となり、旧店舗より約40億円増の200億円を超えたほか、専門店街の売上も目標の20億円を上回るなど好調なスタートを切った。
こうした高い集客力を生かそうと、周辺三商店街の各商店が一斉に特売などのセールを展開するオータムフェスタが10月に開催するなど地元側も集客を生かそうとし、総曲輪通りの店舗の空き店舗が無くなると共に約60%が改装･新装に踏み切るなど通りの雰囲気が一変したり、富山駅前のマリエとやまも当施設開業直前の9月1日に館内の3分の1を改装する大改装に踏み切るなど富山都心部の商業集積大きな刺激となった。
しかし、その集客効果は当施設に極めて近い総曲輪通りの一部のみに留まり、他の商店街への波及がほとんど見られないという指摘もある。
2008年（平成20年）9月からフェリオ専門店街の各店舗で大和の商品券を利用できるようにしたり、2009年（平成21年）からは屋上を緑化して立山連峰を一望できる街中公園として買い物客や観光客に開放すると共にビルの光熱費抑制を目指したり、敷地内の地下水をくみ上げて上水道として用いる設備を導入してコストダウンと災害時の水の供給力の確保を兼ねるなどの工夫を凝らし、2010年（平成22年）から管理会社総曲輪シティが連続して最終黒字を計上することに成功している。
当施設地下1階の駐輪場のPR不足なども相俟って、開業当初周辺の総曲輪通りや国道41号の歩道上への大量の路上駐輪が発生して問題となり商店主などからも苦情が出たため、2009年（平成21年）3月に近くの西町の平和通沿いに150台収容の駐輪場が富山市によって新たに開設されることとなった。
2008年（平成20年）8月16日富山市で午後3時50分までの1時間に52.5ミリの非常に激しい雨が降り、隣接する全天候型広場「グランドプラザ」に降った雨水がフェリオ1階と地下にも流れ込んで地下が営業休止に追い込まれ、水害への意外な弱さが明らかになった。

## 富山大和
大和旧富山店は1932年（昭和7年）8月20日に富山市西町で一部営業を開始し、同年11月10日に宮市大丸富山店開店として百貨店を開業した宮市大丸初の本格的な支店で、開業当初から金沢の本店を上回る売上を上げて1934年（昭和9年）12月2日に東京の伊勢丹をモデルとした鉄筋コンクリート造り6階建に増築してさらに1937年（昭和12年）11月には地上8階地下1階に増築し中核店舗の一つとなっていた。
建物は1945年（昭和20年）8月1日 - 8月2日の富山大空襲でも焼け残り、同年8月18日に疎開先から商品を取り寄せて再開店している。その後も1965年（昭和40年）、1973年（昭和48年）と何度か増築したが、老朽化を機に2007年（平成19年）9月17日に閉店し総曲輪フェリオのキーテナントとして入居した。
3倍に広がった地下食品売場などを武器に集客し、リーマンショックによる景気低迷を受けて売上が急減した際も、開業2年目に入ったことと重なったにもかかわらず予想以上の数字を残して営業黒字を維持していたため、本店に継ぐ主力店舗として存続している。
2012年（平成24年）2月期でも前年比0.7%増の売上高188.44億円と北陸三県に5店舗ある百貨店で唯一前年比プラスとなるなど比較的堅調に売上を上げ続けている。

## 富山大和跡地
旧店舗跡地は周辺を含めた再開発構想があり、2006年（平成18年）8月11日に、市街地再開発準備組合の代表が富山市長に面会して、中層階に図書館を入居させて富山市に60-70億円での施設の保留床取得する構想への参画を要望したが、「財政負担が大きく保留床の取得は困難」と市長が回答したため、この際開発構想は見直しを迫られることとなった。
その後、富山第一銀行の本店を移転する構想が浮上して2008年（平成20年）9月12日に報道されたが、その後の話合いが進まなかったため、富山市が一旦は予算計上した事業費を全額削除したこともあったが、1970年（昭和45年）に建設されて老朽化が進んでいる富山市図書館を移転して入居させる構想が、2010年（平成22年）1月29日に発表されるなど再び動き始め、2011年（平成23年）8月11日までに富山市ガラス美術館(仮称)が1-3階、富山市図書館が4-6階、他に富山第一銀行などが入居する地上9階地下1階建て、延べ床面積27,000m2、総事業費178.5億円という構想が固まって、こちらが富山市案とされたが、11月25日に開かれた富山市の検討委員会で大学教授や商店街組合の代表らで構成された委員から「美術館、図書館だけではにぎわいは戻らない。施設の核になるようなものがもう少しあってもいい」など集客の観点から市案の修正を求める意見が相次ぎ、変更される可能性も生じていた。
その後、2015年（平成27年）8月22日に『TOYAMAキラリ』として開業している。

## 施設構造
地上7階・地下1階建で、3階と6階でグランドパーキングと、地下1階で駐輪場と連絡している。
| 総曲輪フェリオ（富山大和） | 総曲輪フェリオ（富山大和）   | 総曲輪フェリオ（富山大和） | グランドパーキング連絡通路 |
| -------------------------- | ---------------------------- | -------------------------- | -------------------------- |
| 7階                        | 紀伊國屋書店                 | 紀伊國屋書店               |                            |
| 6階                        | レストラン街・大催事場       | レストラン街・大催事場     |                            |
| 5階                        | リビング・呉服               | リビング・呉服             |                            |
| 4階                        | 紳士服・子供服               | 紳士服・子供服             |                            |
| 3階                        | 婦人服・時計・宝飾           | 専門店                     |                            |
| 2階                        | 婦人服・カバン               | 専門店                     | グランド プラザ            |
| 1階                        | 婦人服飾雑貨・婦人靴・化粧品 | 専門店                     | グランド プラザ            |
| B1階                       | 食料品                       | 食料品                     | 駐輪場                     |

## 周辺の主な施設・店舗
- グランドプラザ：隣接しているが、建設母体は富山市で運営母体も当施設とは異なる。
- 総曲輪通り商店街
- 中央通り商店街（さんぽ〜ろ）

## 交通アクセス
- 富山地方鉄道富山軌道線 グランドプラザ前停留場下車、徒歩で約2分。
- JR高山本線・あいの風とやま鉄道 富山駅下車、徒歩で約20分。
- 富山地方鉄道本線 電鉄富山駅下車、徒歩で約20分。